# Дубляни-Львівські
Дубляни-Львівські — проміжна залізнична станція Львівської дирекції залізничних перевезень Львівської залізниці на лінії Підзамче — Ківерці між станціями Підзамче (6,3 км) та Запитів (11 км). Розташована у місті Дубляни Львівського району Львівської області.

## Пасажирське сполучення
На станції зупиняються  приміські поїзди до станцій Львів, Сокаль та Стоянів.